# NGC 1360
NGC 1360、別名コマドリの卵星雲 (英: Robin's Egg nebula) は、ろ座にある惑星状星雲。
1857年にアメリカの天文学者ルイス・スウィフトが発見、1868年1月にはドイツの天文学者フリードリヒ・ヴィネッケが独立に発見した。O III（酸素）バンドの放射が強いことから惑星状星雲であると同定された。この星雲の中心星は連星ではないかとする説は1977年には出されていたが、それが確認されたのは40年後の2017年のことであった。中心星は低質量のO型星と白色矮星からなり、それぞれ0.555太陽質量 (M☉) と0.679 M☉の質量を持つと見られている。